# 利權在上
利權在上，是李氏朝鮮政府的經濟政策的基本理念。全國山川叢澤和人力物力也歸國王擁有，國王有全權支配經濟運作。
在高麗受元朝支配時代，王侯官僚和商人民眾財產全歸國家。商人的一切經濟活動自由也被禁止，國王全權控制一切經濟物流。
李氏朝鮮開國後繼承高麗的做法，因儒家輕商傳統和實物貢納制，所以採取國家專賣政策，商業由國家營運，沒地方上的民間自發市場，仍採用以物易物。
因對商業過度壓抑，19世紀歐美資本和日本來到時朝鮮仍處於封建階段，造成朝鮮淪為殖民地的遠因。